# 伯尔尼高地

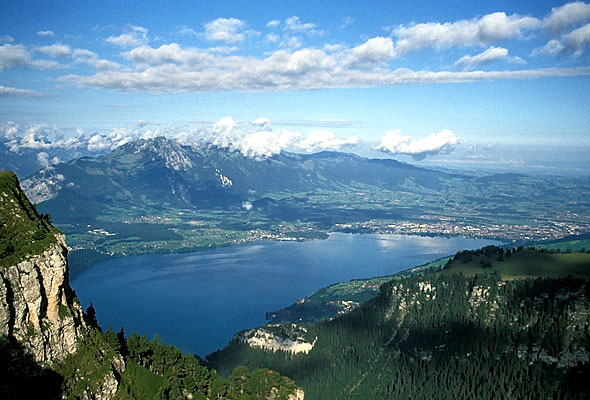
从尼德峰俯瞰图恩和图恩湖

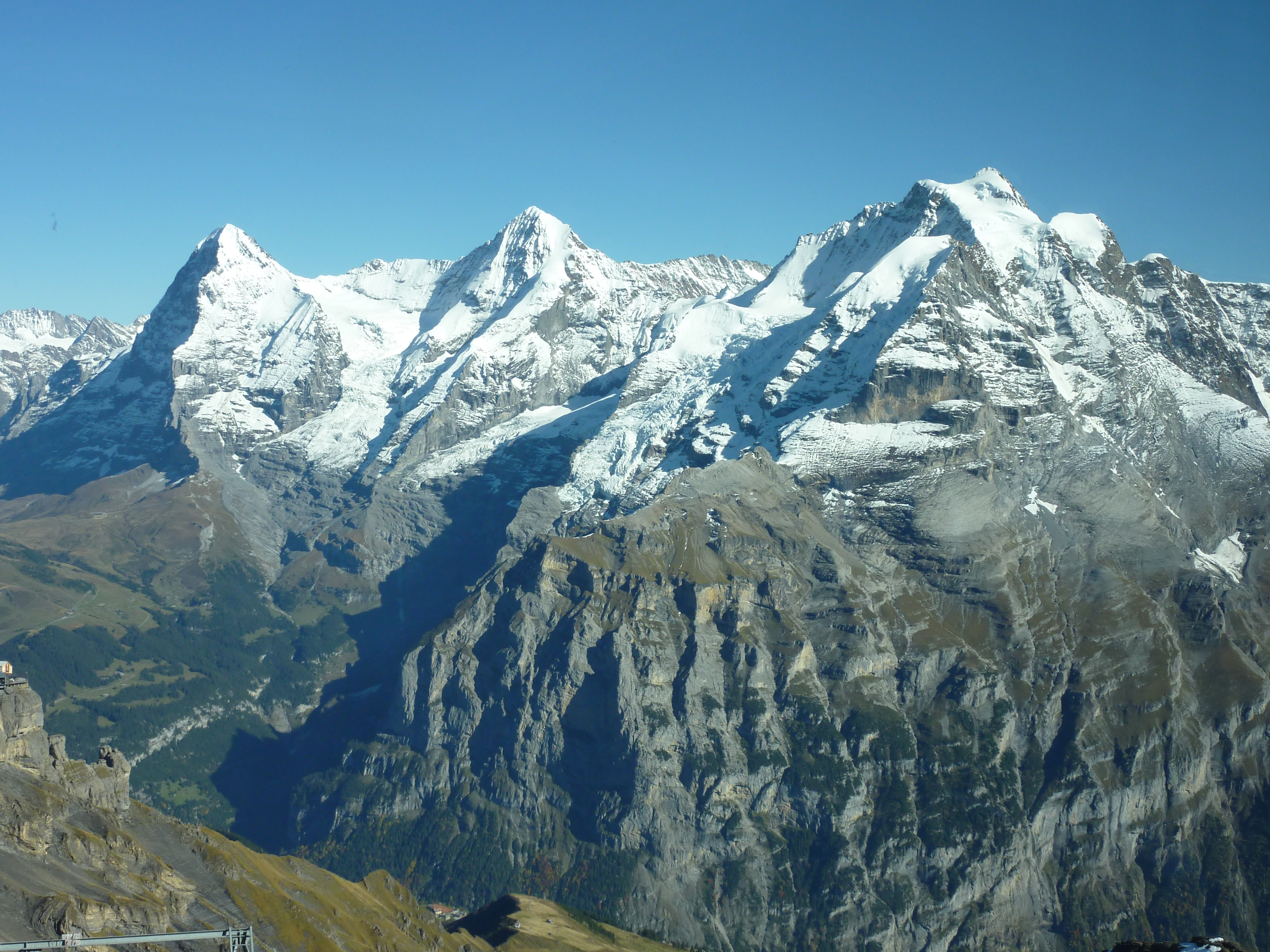
从雪朗峰眺望少女峰、埃格峰和僧侣峰

伯尔尼高地（德語：Berner Oberland）是瑞士联邦伯尔尼州位于阿尔卑斯山的部分区域，包括图恩湖和布里恩茨湖周围地区以及伯尔尼州南部地区。伯尔尼高地拥有优美的自然景观，依山傍水，是世界闻名的旅游目的地，阿勒河、少女峰、艾格峰、僧侣峰都位于此区。